# بلکبرن
بلکبرن (به انگلیسی: Blackburn) شهری است در انگلستان واقع در ناحیه شمال غربی انگلستان. جمعیت این شهر ۱۰۵٬۰۸۵ نفر است.

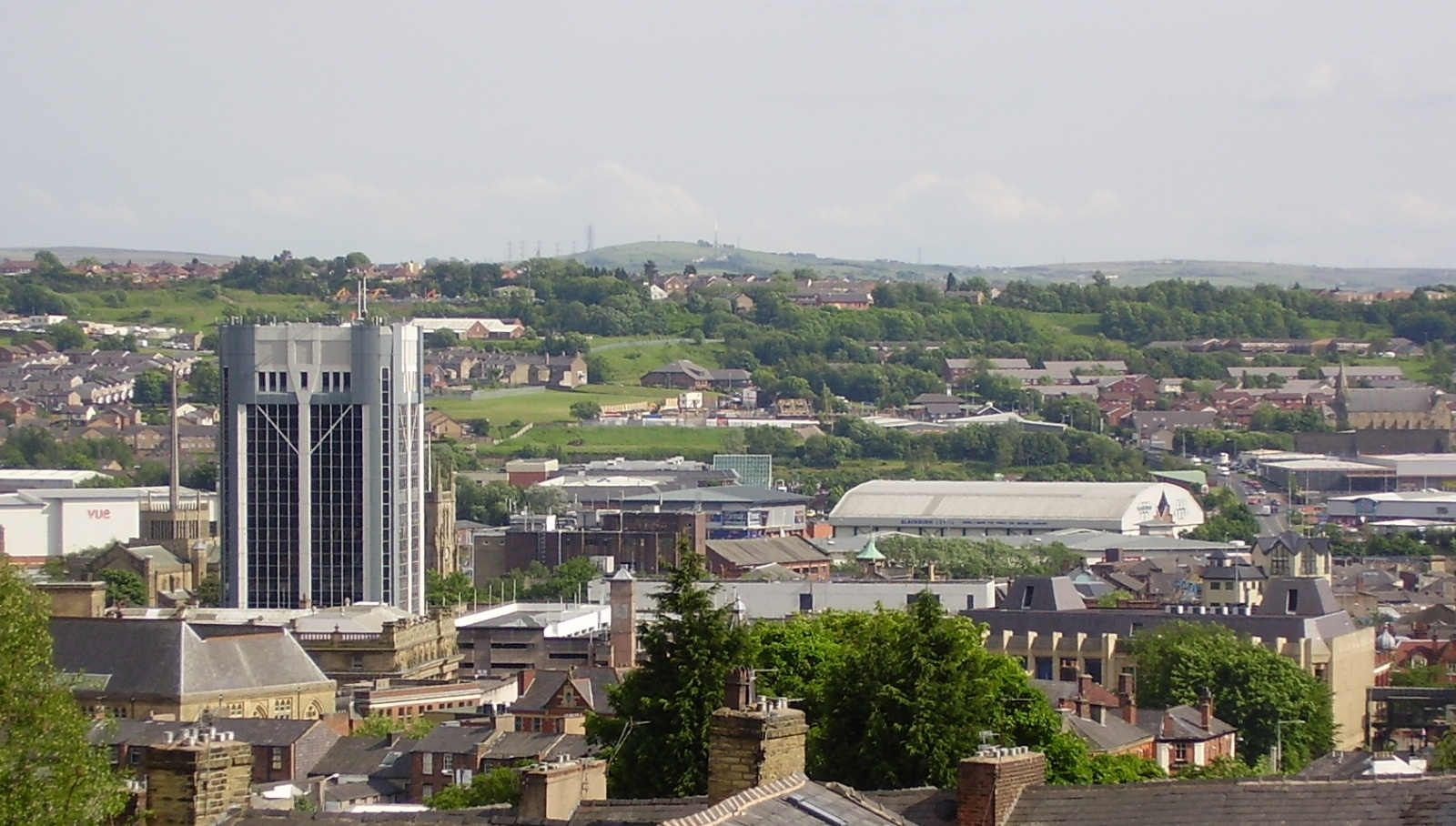
شهر بلکبرن